# 八雲町都市間高速バス正面衝突事故
八雲町都市間高速バス正面衝突事故（やくもちょうとしかんこうそくばすしょうめんしょうとつじこ）は、2023年（令和5年）6月18日に北海道八雲町野田生の国道5号で発生した交通事故である。この事故により5名が死亡、12名が重軽傷を負った。

## 概要
2023年（令和5年）6月18日午前11時55分頃、北海道八雲町野田生の国道5号で、乗客15人が乗車する北都交通の都市間高速バス「高速はこだて号」（いすゞ・RU系ガーラ）に、緩やかな左カーブを直進するようにセンターラインを逸脱し走行して来た豚30頭を積載する家畜運搬車（いすゞ・FTR系フォワード）が減速せずに正面衝突した。現場は左側にガードロープが設置されており、当時、路面は乾燥していた。
都市間高速バスは同日午前7時50分頃に札幌市のJR札幌駅前を出発し、午後1時45分頃に函館市へ向かう最中であり、家畜運搬車は日本ハム子会社の日本クリーンファームが保有するトラックで、森町の事務所を出発し、七飯町の養豚場で豚を積み込み八雲町の加工場へ向かう最中であった。
この事故により17名が救急搬送され、都市間高速バス運転手の男性（64歳）、家畜運搬車の運転手の男性（65歳）、都市間高速バスに乗車していた乗客の函館市職員男性（33歳）、女性（57歳）、女性（55歳）の5名が死亡、1名が重傷を負い、20歳代から40歳代の男性3名、30歳代から70歳代の女性7名、年齢不明の女性1名と年齢性別ともに不明の1名の計11名が軽傷を負った。
都市間高速バス運転手は乗務歴15年のベテランであり、重大事故の経験もない「優良乗務員」であり、前日と前々日は休日であった。北都交通の担当者は「乗客が亡くなられた事を重く受け止めている」と話した。また北都交通によれば、死亡した乗客3名はともに運転席側の先頭から3席目にかけて乗車していた。
都市間高速バス運転手の元同僚は「誰よりも早く出勤されて、運行前のバスの点検や、車両の状況なども、細かく、くまなく点検される方。タイヤの溝までチェックする方でした。あんな恐ろしい、凄まじい衝撃と、あれだけ余裕のない道幅で、よくあれだけピタッとまっすぐ止まれたなと。あれが彼が精一杯できた思いなのかなと」と話した。
家畜運搬車に積まれていた豚は道路上に投げ出され、日本クリーンファームの親会社である日本ハムによれば、30頭のうち12頭が事故の衝撃で死亡、17頭は生存し食肉処理場に運ばれて通常通り処理されたが、内出血などがひどく出荷は控えられた。また豚1頭が家畜運搬車から脱走し行方不明となり捜索され、6月26日に発見されたが、かなり衰弱した状態で捕獲後に安楽死処分された。
現場は函館市から北西に約60kmの地点、内浦湾沿いであり、ドライブレコーダーの映像や車両の損傷状態などから、家畜運搬車がカーブを直進して都市間高速バスの運転席側に衝突したものとみられる。また、家畜運搬車には車線逸脱警報は搭載されていなかった。また、車体の半分同士が衝突する「オフセット衝突」も事故を拡大させた要因と考えられる。
また、現場では居眠り運転や追い越しによる事故が多発しており、10年前に国土交通省北海道開発局により一帯を事故危険区間に設定されたが、中央分離帯等の正面衝突対策は取られておらず、事故を受け開発局はランブルストリップスを設置した。

## 原因
事故の原因は、家畜運搬車がセンターラインを越え、対向車線の都市間高速バスに正面衝突したことで、現場にブレーキ痕はなく、事故現場までの道路は約50kmに渡りほぼ直線だったことから、家畜運搬車の運転手の人為的なミスが原因と考えられた。交通事故鑑定人の澁澤敬造は「（家畜運搬車の）運転手さんの人為的なエラーが事故に繋がったと考えるのが自然。ぼうっとしてしまうということですね。単調な運転になっていたでしょうから。今回の現場では、バスの左側にガードロープといって路外に落ちないようにするための構造物がありました。今回の事故は本当に防ぎようがない事故だなっていう感じはしますよね」と分析した。
家畜運搬車の運転手の親族は「原因が分かって、それが本人のせいではないと証明されたらいいなと思っているよ」と話し、持病については「聞いたことはない。落ち着いて一生懸命仕事する真面目なヤツだったよ」と話した。
しかし事故当時、家畜運搬車の運転手が心筋梗塞を発症していた可能性も浮上した。家畜運搬車の運転手は運転歴30年のベテランで、それまでに重大事故はなかったという。前年の健康診断では目立った異常は確認されておらず、会社側は直近3ヶ月の勤務状況は過重労働ではなかったとしている。また、同年7月13日に函館労働基準監督署が日本クリーンファームを調査した際も、運転者の過重労働等の法令違反は確認されなかった。
しかし、家畜運搬車の運転手は事故前日に「熱があり、体調が悪い」などと同僚らに体調不良を訴えており、風邪薬を服用していた。勤務先に「調子が悪い」と電話で伝えたところ、安全運転管理者は「代えがきかないから」と運転をやめさせなかった。その後に病院に行き、勤務先へ再度電話したが、やりとりは「新型コロナではなかった」とだけであった。同僚も運転手の体調不良を聞いて、翌日の業務をやめさせられないか打診したというが、対応は変わらなかった。運転手は脂汗をかき胸の痛みを訴えていたという。日本クリーンファームは取材に対し「事故当日の運転手の体調については答えられない」と回答した。
事故後に行われた警察の司法解剖では、運転手の心臓付近から血栓が見つかり、その後の捜査で心筋梗塞を発症していたことが判明した。

## 時系列
- 2023年（令和5年）6月18日、事故発生。
- 2023年（令和5年）6月19日、自動車運転死傷処罰法違反（過失運転致死傷）容疑で日本クリーンファームを家宅捜索。
- 2023年（令和5年）7月14日、道警は国土交通省北海道開発局や道、道トラック協会、道バス協会等と札幌市で重大交通事故抑止緊急対策会議を開き、正面衝突事故の抑止対策や安全運転教育等、事故防止に向けた連携強化を確認[2]。
- 2023年（令和5年）12月5日、死亡した乗客の男性の妻が民法の使用者責任に基づき日本クリーンファームに約5,800万円の損害賠償を求め、函館地方裁判所に提訴。日本クリーンファームは「訴状が届いたばかりでコメントできない」とし、原告代理人を務める弁護士は「請求に従い、会社側が支払うものと考えている」と話した[14]。
- 2023年（令和5年）12月12日、死亡した乗客の男性の長女も、民法の使用者責任に基づき日本クリーンファームに約5,800万円の損害賠償を求め、函館地方裁判所に提訴。
- 2024年（令和6年）3月22日、道警は日本クリーンファーム道南事業所の道南生産管理部長と安全運転管理者を業務上過失致死傷容疑で書類送検。家畜運搬車の運転手も自動車運転死傷処罰法違反（過失運転致死傷）容疑で被疑者死亡のまま送検。捜査関係者によれば、運転手は事故前日、運転業務終了後に体調不良を安全運転管理者に伝え、情報は道南生産管理部長にも共有。2人は事故当日に運転手の体調を確認しなかったという[15][16]。

## 道路の安全対策
現場は長い直線道路が続くことから正面衝突が多発しており、近隣住民からランブルストリップス設置の陳情が出されていた。事故後、危険区間にランブルストリップスが設置された。